# Saltholm

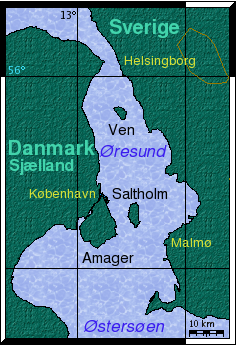
Vị trí đảo Saltholm

Saltholm là đảo lớn thứ 21 của Đan Mạch, nằm trong Eo biển Oresund, cách đảo Amager 5 km về phía đông bắc và cách quảng trường tòa đô chính Copenhagen khoảng 12 km. Đảo có chiều dài 7 km, chỗ rộng nhất 3 km với diện tích là 16 km².
Từ thời trung cổ đã có người cư ngụ thường xuyên trên đảo. Năm 2005, đảo có 4 cư dân thường xuyên. Trên đảo có 2 nông trại và 12 ngôi nhà.
Địa thế đảo khá bằng phẳng và thấp. Chỗ cao nhất là Harehøj chỉ cao 3 m trên mực nước biển. Trên đảo hầu như không có cây lớn và phần lớn diện tích đảo là đồng cỏ thấp (thủy triều lên thì ngập). Từ thời trung cổ đảo đã được dùng làm nơi thả gia súc ăn cỏ. Vào mùa hè, có trên 1.000 con bò ăn cỏ trên đảo.
Đảo có nhiều loại cây nhỏ, trong đó có cây diên vĩ (Iris spuria), cây kỳ nham (Hyoscyamus niger), cây ích mẫu, (Leonurus cardìaca) và cây Cerastium diffusum ssp. subtetrandrum. Đảo cũng là một trong các nơi có nhiều chim nhất Đan Mạch. Trong thời gian chim di trú, đảo có khoảng 70.000 chim. Hàng năm có trên 18.000 cặp chim tới đây sinh đẻ, nhất là loại vịt biển (nhiều nhất Đan Mạch và Bắc Âu). Trước đây cũng có rất nhiều chim mòng biển, nhưng từ thập niên 1970, các chim này di chuyển tới nơi khác, tránh sự quấy nhiễu của việc lưu thông của nhiều máy bay ở Sân bay Copenhagen gần đó. Mùa hè năm 2008, đã có nhiều chim nhạn biển (Hydroprogne caspia) tới Saltholm sinh đẻ.

## Lịch sử

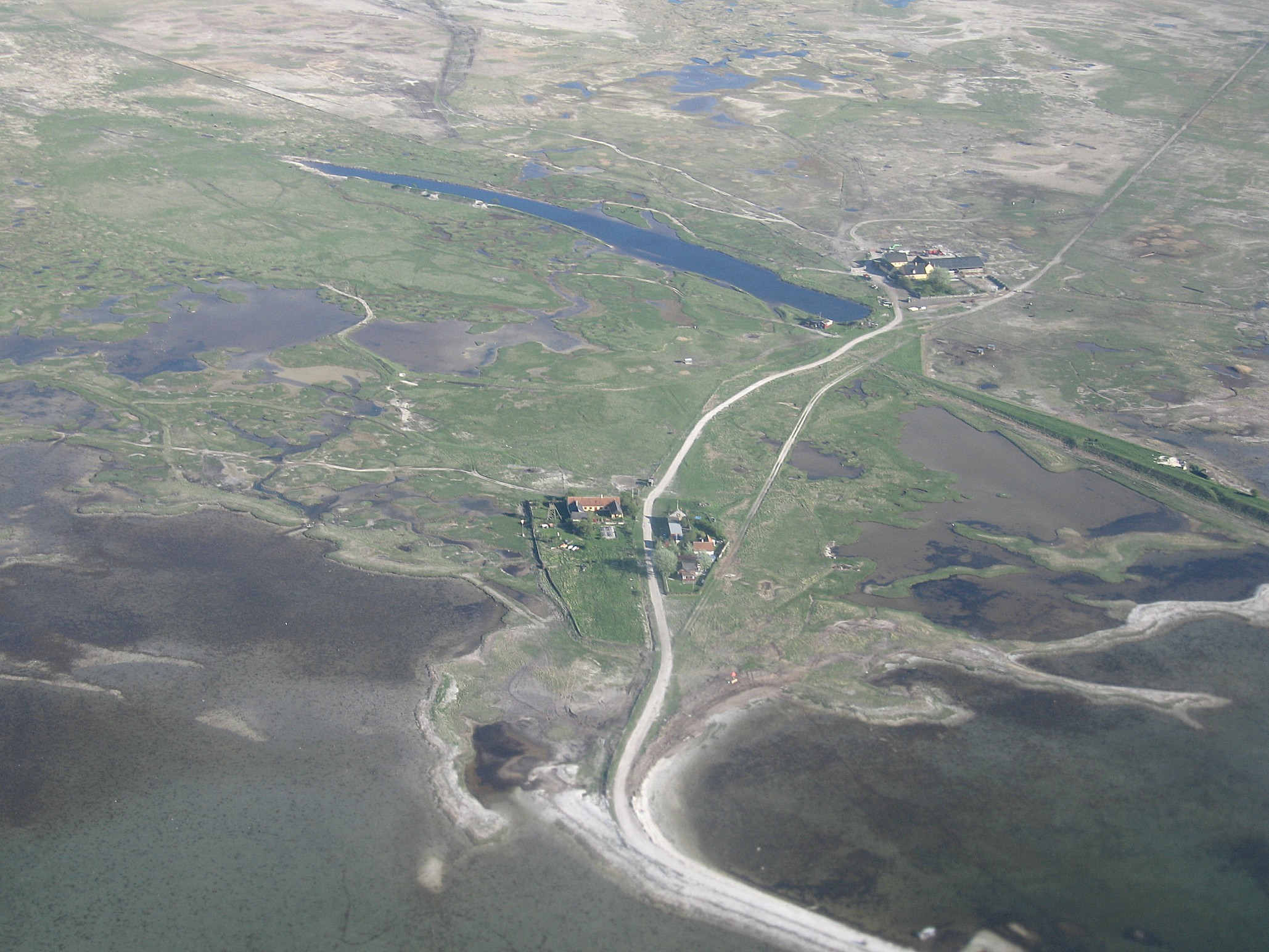
Cảnh tổng quát các nhà trên đảo Saltholm

Đảo Saltholm được ghi trong Sổ địa bạ của Vua Valdemar khoảng năm 1230. Trong sổ này ghi là nhà vua tặng đảo Saltholm cho giám mục giáo phận Roskilde là Niels.
Năm 1709, Saltholm được dùng làm trạm cách ly dịch bệnh trong thời kỳ dịch hạch. Mọi người nước ngoài muốn tới Copenhagen, phải lưu ngụ 40 ngày trên đảo này. Năm 1873 nhà nước bán đảo Saltholm cho các nông dân đảo Amager. Ngày nay khoảng 200 người làm chủ các lô đất trên đảo.
Đầu thế kỷ 20, Saltholm cũng được dùng làm cơ sở phòng thủ cho thành phố Copenhagen. Trong thế chiến thứ nhất đã có các súng đại bác và 2 đại đội pháo binh được bố trí trên đảo.
Trong các thập niên 1960 và 1970, người ta đã lập kế hoạch xây dựng một phi trường lớn trên đảo, nhưng bị dân chúng phản đối, và năm 1979 kế hoạch đó bị bãi bỏ.
Về tài nguyên, trên đảo có mỏ vôi và được khai thác để làm vữa khi tái xây dựng thành phố Copenhagen sau khi bị trận hỏa hoạn lớn trong thế kỷ 18. Việc khai thác này đã ngưng từ năm 1935.
Do đảo có các động vật và cây cỏ phong phú nên năm 1983, đảo đã được bảo tồn.